# Cuffy
Cuffy é uma comuna francesa na região administrativa do Centro, no departamento Cher. Estende-se por uma área de 34,57 km². Em 2010 a comuna tinha 1 085 habitantes (densidade: 31,4 hab./km²).